# Bestattungsmuseum Wien

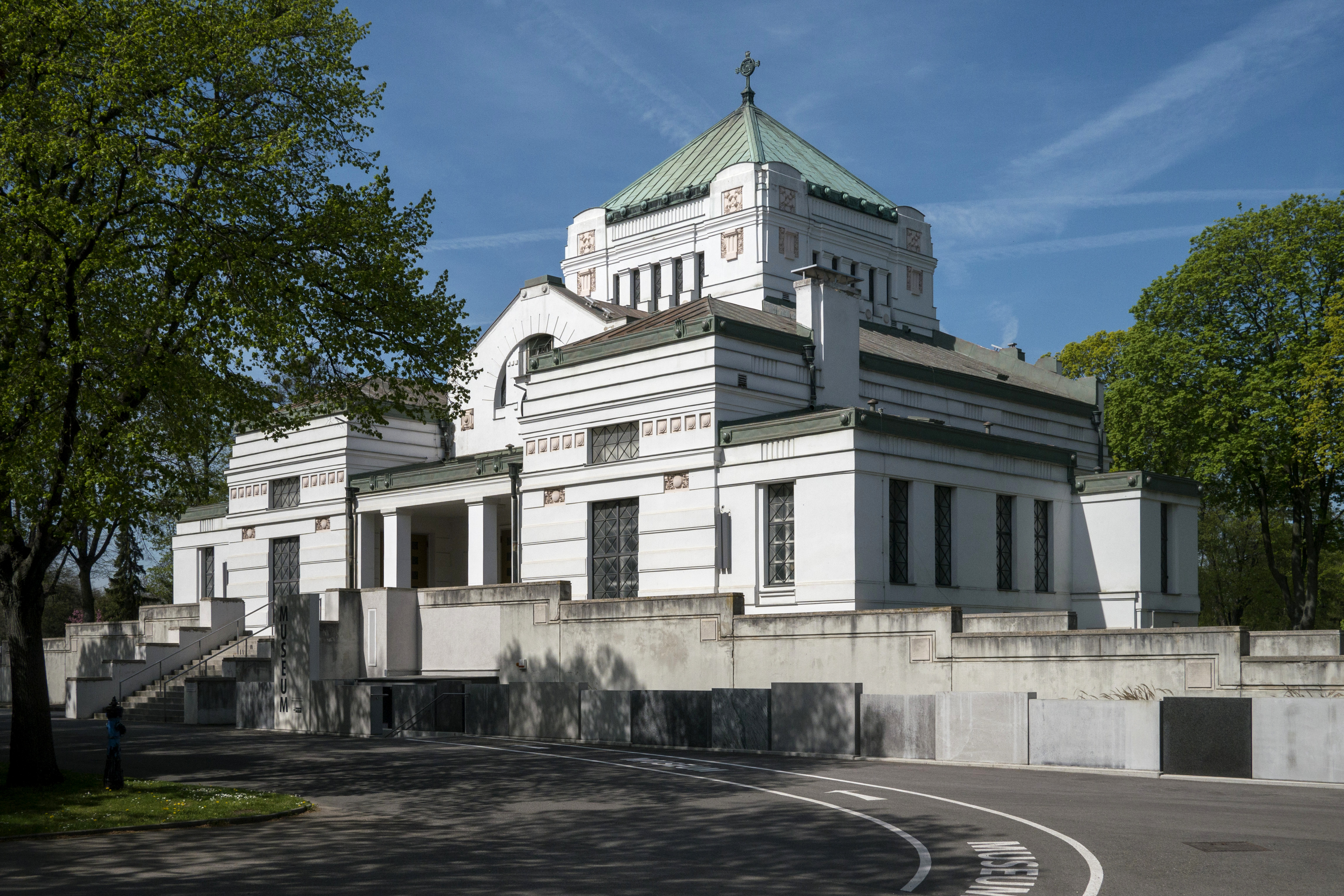
Das Bestattungsmuseum in der Aufbahrungshalle 2 des Zentralfriedhofs

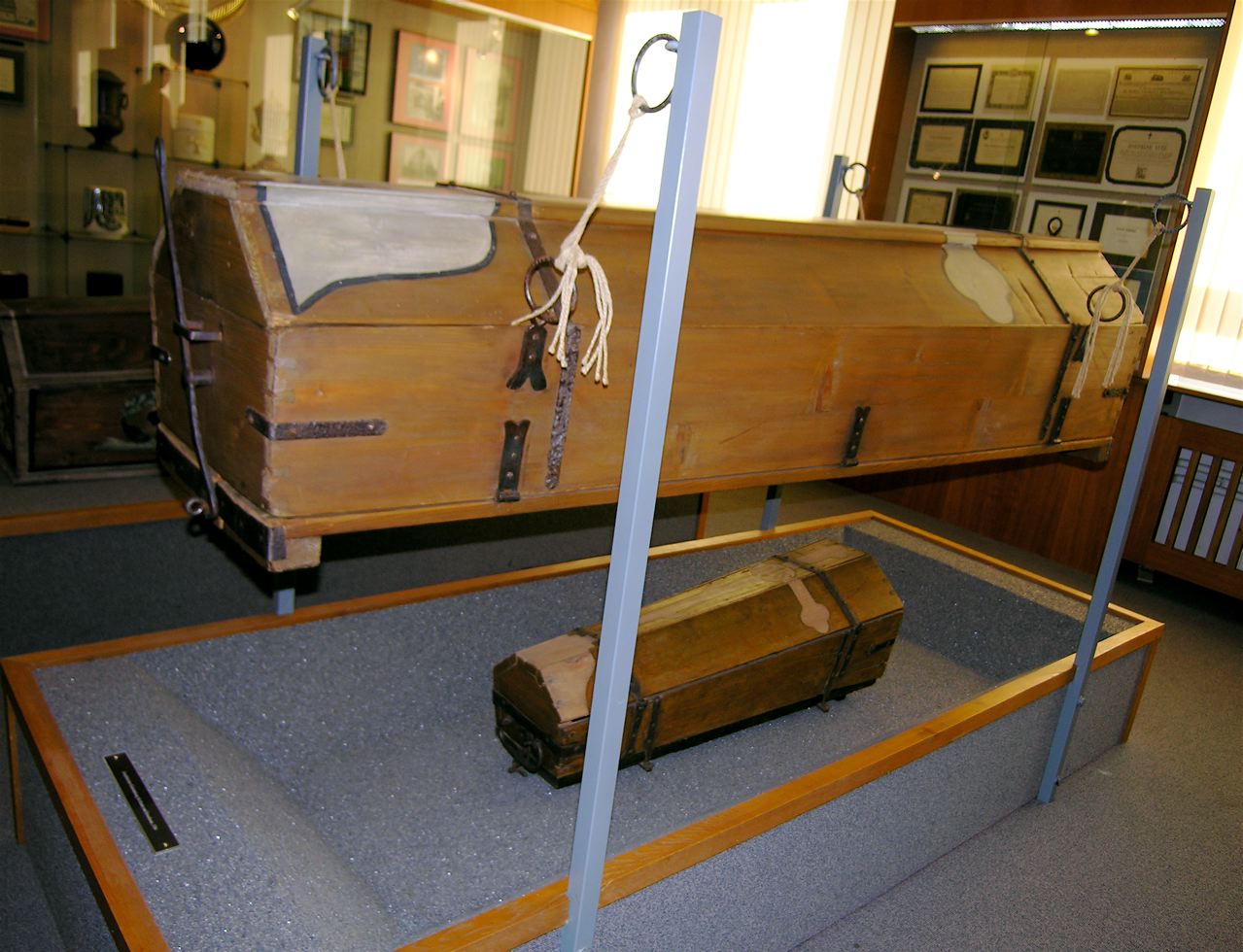
Josephinischer Gemeindesarg im alten Bestattungsmuseum Wien

Das Bestattungsmuseum am Wiener Zentralfriedhof, vormals Bestattungsmuseum Wien, befindet sich auf dem Wiener Zentralfriedhof im 11. Wiener Gemeindebezirk, Simmering, im Untergeschoß der beim Haupteingang bestehenden Aufbahrungshalle 2. Es wird von der B&F Wien – Bestattung und Friedhöfe GmbH, einem Unternehmen im Eigentum der Wiener Stadtverwaltung, betrieben. Das von der ARGE OMS und checkpointmedia mit dem Architekten Gustav Pichelmann neu gestaltete Museum ist seit 13. Oktober 2014 geöffnet.
Das 1967 gegründete Museum hatte zuvor bis September 2013 seinen Standort in der ehemaligen Zentrale der Bestattung in der Goldegggasse 4 im 4. Wiener Gemeindebezirk Wieden (Lage).
Das Bestattungsmuseum umfasst rund tausend Exponate des Bestattungswesens (Särge, Karren, Totengräberutensilien etc.). Auch Skurriles wie der Sparsarg, 1784 von Kaiser Joseph II. eingeführt, ist im Museum ausgestellt. Der Sparsarg war mit einer aufklappbaren Unterseite ausgestattet, die über dem Grab zum Einsatz kam und der Tote ins Grab fiel. Der Sarg konnte somit wiederverwertet werden. Ebenfalls im Museum ausgestellt sind ein Sitzsarg und ein Rettungswecker aus dem Jahr 1828, der in der Wohnung des Totengräbers am Währinger Ostfriedhof zum Einsatz kam. Der Wecker war mit einer Schnur am Handgelenk frisch Verstorbener verbunden, um beim Erwachen aus dem Scheintod Hilfe zu rufen. Zu den Exponaten zählt auch ein Herzstichmesser, das ebenfalls auf die Scheintodproblematik eingeht. Schriftsteller wie Johann Nestroy und Arthur Schnitzler bestanden auf den Herzstich nach dem Tod um sicherzustellen, nicht lebendig begraben zu werden.
Die Artikel im Museumsshop sind über die Grenzen Österreichs hinaus aufgrund ihres makaberen Humors beliebt. So gibt es unter anderem USB-Sticks in Sargform, Leichenwagen und –Straßenbahnen samt Särgen und Totengräbern des Spielzeugherstellers Lego, Turnbeutel mit der Aufschrift „Ich turne bis zur Urne“ oder Zigarettenetuis mit dem Aufdruck „Rauchen sichert Arbeitsplätze!“.
Es ist eine der Sehenswürdigkeiten, die sich mit dem Wiener Totenkult auseinandersetzen; andere sind die Kapuzinergruft, die Michaelergruft unter der Michaelerkirche, der Friedhof der Namenlosen und der ehemalige St. Marxer Friedhof.